# Леонов, Илья Юрьевич
Илья Юрьевич Леонов (род. 21 декабря 1979, Москва) — российский футболист, игрок в мини-футбол и пляжный футбол. Двукратный чемпион мира по пляжному футболу. Защитник, капитан и главный тренер московского клуба «Локомотив» и женской сборной России по пляжному футболу, заслуженный мастер спорта России.

## Биография
Первые футбольные шаги Леонов сделал в школе «Тимирязевец». В профессиональном футболе дебютировал за московский «Спортакадемклуб». Отыграв три сезона, перешёл в мини-футбол и начал выступления за московский «Полигран». Два сезона он провёл во втором дивизионе российского мини-футбола, после чего его команда получила право на дебют в Высшей лиге. Сезон 2002/03 «Полигран» провёл в ней, после чего прекратил существование.
После «Полиграна» выступал за московский «Леман-Пайп». Затем пять лет провёл в мирнинском клубе «Алмаз-АЛРОСА», выступал с ним вначале в футзале, затем в мини-футболе. В сезоне 2009/10 вместе с клубом он выиграл первенство Высшей лиги (второго по уровню дивизиона).
Летом 2005 года в перерывах между мини-футбольными сезонами он принимал участие в соревнованиях по пляжному футболу. Вскоре дебютировал в составе российской сборной. Первые успехи российской команды были достигнуты при участии Леонова. В 2009 и 2011 годах россияне выиграли Евролигу, и вскоре одержали главную победу в своей истории — стали чемпионами мира 2011 года. Леонов был капитаном той команды и по итогам турнира был признан лучшим его игроком.
Приказом министра спорта № 66-нг от 21 декабря 2012 г. удостоен звания «заслуженный мастер спорта России».

## Достижения

### Командные

#### В качестве игрока
Алмаз-АЛРОСА (футзал)
- Обладатель Кубка европейских чемпионов: 2005
- Победитель чемпионата мира среди клубов: 2005
- Обладатель Межконтинентального кубка: (3) 2005, 2005, 2006 2007
- Бронзовый призёр чемпионата России: 2006

Алмаз-АЛРОСА (мини-футбол)
- Победитель высшей лиги: 2009/2010

Строгино (пляжный футбол)
- Чемпион России: (2) 2008, 2009
- Обладатель Кубка России: (2) 2008, 2009
- Серебряный призёр чемпионата России: 2006, 2007, 2010

Локомотив (пляжный футбол)
- Чемпион России: (3) 2010, 2011, 2012
- Обладатель Кубка России: (3) 2011, 2012, 2013
- Обладатель Суперкубка России: 2011
- Обладатель Кубка европейских чемпионов: 2013
- Победитель клубного чемпионата мира: 2012
- Победитель Лиги Содружества: 2011
- Бронзовый призёр чемпионата России: 2013

Сборная России (пляжный футбол)
- Чемпион мира: (2) 2011, 2013
- Победитель Евролиги: (4) 2009, 2011, 2013, 2014
- Обладатель Кубка Европы: (2) 2010, 2012
- Обладатель межконтинентального кубка: (2) 2011, 2012
- Серебряный призёр Евролиги: 2012
- Серебряный призёр Кубка Европы: 2005
- Серебряный призёр межконтинентального кубка: 2013
- Бронзовый призёр Евролиги: 2007, 2008, 2010

Итого: 29 трофеев

#### В качестве тренера
Локомотив (пляжный футбол)
- Чемпион России: (3) 2010, 2011, 2012
- Обладатель Кубка России: (3) 2011, 2012, 2013
- Обладатель Суперкубка России: 2011
- Обладатель Кубка европейских чемпионов: 2013
- Победитель клубного чемпионата мира: 2012
- Победитель Лиги Содружества: 2011
- Бронзовый призёр чемпионата России: 2013
- Победитель Кубка Евразии: 2011

Женская сборная России по пляжному футболу
- Обладатель Кубка Европы среди женщин: 2018

Итого: 11 трофеев

### Личные
- Лучший игрок чемпионата мира по пляжному футболу: 2011